# サンデー・オリセー
サンデー・オリセー（Sunday Oliseh, 1974年9月14日 - ）は、ナイジェリア・アバボ出身の元同国代表サッカー選手。ポジションはミッドフィールダー。

## 来歴
1994年、アメリカワールドカップに19歳で出場し活躍、決勝トーナメント進出に貢献した。また、アフリカネイションズカップでも活躍し優勝を果たす。1996年、アトランタオリンピックで金メダルを獲得する。1998年のフランスワールドカップでは、スペイン戦で見せた強烈なミドルシュートによるゴールで、2大会連続のベスト16進出に貢献した。2002年は監督との確執からナショナルチーム招集を拒否し、日韓ワールドカップにも出場せず。2006年に現役を引退した。
ベルギーでの活動の後、2015年には、母国のナイジェリア代表の監督に就任したが、成績不振とナイジェリアサッカー協会との対立により、７か月余りで監督を辞任した。
2017年1月には、フォルトゥナ・シッタートの監督に任命され、初陣を勝利で飾った。2018年2月14日、解雇された。本人によると、クラブでの違法行為への参加を拒否したからであるという。

## 代表歴

### 出場大会
- ナイジェリア代表
  - 1994 FIFAワールドカップ
  - 1998 FIFAワールドカップ

### 試合数
- 国際Aマッチ 55試合 4得点（1993年-2002年）[5]

| ナイジェリア代表 | 国際Aマッチ | 国際Aマッチ |
| 年               | 出場        | 得点        |
| ---------------- | ----------- | ----------- |
| 1993             | 1           | 0           |
| 1994             | 12          | 0           |
| 1995             | 3           | 1           |
| 1996             | 1           | 0           |
| 1997             | 4           | 1           |
| 1998             | 7           | 1           |
| 1999             | 3           | 0           |
| 2000             | 10          | 1           |
| 2001             | 7           | 0           |
| 2002             | 7           | 0           |
| 通算             | 55          | 4           |

## タイトル

### 選手時代
アヤックス・アムステルダム
- エールディヴィジ：1回（1997-98）
- KNVBカップ：2回（1997-98、1998-99）

ユヴェントスFC
- UEFAインタートトカップ：1回（1999）

ボルシア・ドルトムント
- ブンデスリーガ：1回（2001-02）

ナイジェリア代表
- アフリカネイションズカップ：1回（1994）
- 夏季オリンピック：1回（1996）